# فهرست شهرهای دارای خواهرخوانده در ارمنستان
فهرست زیر شامل برخی شهرهای جمهوری ارمنستان و شهرهای خواهرخواندهٔ آن‌ها در کشورهای خارجی و ایران است.

## آبوویان
- ویوربن، فرانسه

## آرتاشات
- کلمر، فرانسه[۱] از ۲۰۰۳

## آرماویر
- دیرالزور، سوریه
- الاوچ، فرانسه
- آرماویر، روسیه
- فئودوسیا، شبه جزیره کریمه، اوکراین
- کرمان، ایران

## آشتاراک
- آلفورویل، فرانسه (ز ۱۹۹۳)

## آگاراک
- سالیهورسک، بلاروس

## آلاوردی
- کبولتی، گرجستان، از ۲۸ مه ۲۰۰۷.[۲]
- آیوس یوانیس ارنتیس، (شهرداری در آتن), یونان، از ۱ اکتبر ۲۰۰۷.[۳]
- پولوتسک, بلاروس، از ۲۶ مه ۲۰۱۲.[۴]
- دوگاپیلس، لتونی، از ۲ اکتبر ۲۰۱۲.[۵]

## استپاناوان
- دسین شارپیو، فرانسه

## ایجوان
- ولانس، فرانسه (از ۱۹۹۶)

## ایروان
- کارارا، ایتالیا، از ۱۹۶۵[۶]
- آنتاناناریوو، ماداگاسکار، از ۱۹۸۱[۶]
- کمبریج، ماساچوست، United States, از ۱۹۸۷[۶][۷][۸]
- مارسی، فرانسه، از ۱۹۹۲[۶]
- اصفهان، ایران، از ۱۹۹۵[۶]
- اودسا، اوکراین، از ۱۹۹۵[۶]
- تفلیس، گرجستان، از ۱۹۹۶[۶][۹]
- بیروت، لبنان، از ۱۹۹۷[۶]
- دمشق، سوریه، از ۱۹۹۷[۶]
- مونترآل، کانادا، از ۱۹۹۸[۶]
- بوئنوس آیرس، آرژانتین، از ۲۰۰۰[۶]
- براتیسلاوا، اسلواکی، از ۲۰۰۱[۶][۱۰]
- سائو پائولو، برزیل، از ۲۰۰۲[۶][۱۱][۱۲]
- کیشیناو، مولداوی، از ۲۰۰۵[۶][۱۳][۱۴]
- روستوف-نا-دونو، روسیه، از ۲۰۰۵[۶]
- لس آنجلس، ایالات متحده آمریکا، از ۲۰۰۷[۶]
- نیس، فرانسه، از ۲۰۰۷[۶][۱۵]
- ونیز، ایتالیا، از ۲۰۱۱[۶]
- ریگا، لتونی، از ۲۰۱۳[۱۶]
- امان، اردن، از ۲۰۱۴[۱۷]
- نووسیبیرسک، روسیه، از ۲۰۱۴

## برد
- فوکشان، رومانی

## تالین
- Bourg-lès-Valence، فرانسه

## جرموک
- سن رافائل، فرانسه

## دیلیجان
- پتانژ، لوکزامبورگ، از مه ۲۰۰۶
- Noale، ایتالیا، از ژوئیه ۲۰۱۱
- اودینه، ایتالیا، از ژوئیه ۲۰۱۱
- رومان، رومانی، از مه ۲۰۱۲
- اکزان-پروانس، فرانسه، از مه ۲۰۱۲

## سیسیان
- نئااسمیرنی، یونان
- Slutsk، بلاروس
- مونتلیمر، فرانسه

## کاپان
- گلندیل، کالیفرنیا، ایالات متحده آمریکا[۱۸]
- باریساو، بلاروس

## گوریس
- وین، فرانسه

## گیومری
گیومری با شهرهای زیر خواهرخوانده است
- الکساندریا، ایالات متحده آمریکا (از ۱۹۹۰)
- سالونیک، یونان (از ۲۰۰۰)
- پلوودیو، بلغارستان (از ۲۰۰۴)
- اوزاسکو، برزیل (از ۲۰۰۶)
- کرتی، فرانسه (از ۲۰۰۹)
- ناردو، ایتالیا (از ۲۰۰۹)
- موزدوک، روسیه (از ۲۰۱۱) -
- پیتشت، رومانی (از ۲۰۱۲)
- شی‌آن، چین (از ۲۰۱۳).
- بیاویستوک، لهستان (از ۲۰۱۳)
- اشفیلد، بریتانیا (از ۱۹۹۸)
- کوردوبا، آرژانتین (از ۲۰۰۲)
- لاوال، کانادا (از ۲۰۰۳)

## وانادزور
- بنیو، فرانسه، از ۱۹۶۸[۲۳]
- پاسادینا، کالیفرنیا، ایالات متحده، از ۱۹۹۲
- پودولسک، روسیه، از ۲۰۰۴[۲۴]
- باتومی، گرجستان، از ۲۰۰۶[۲۵]